# Sicania
La Sicanìa (o Sikanìa, Σικανία in greco antico) era, secondo la nomenclatura geografica dell'età antica, la terra abitata dai Sicani; corrispondeva inizialmente all'isola di Sicilia, successivamente a una sua porzione (compresa, grosso modo, tra i fiumi Himera e Halykos, rispettivamente il Salso e il Platani).
Il toponimo viene citato nel XXIV libro dell'Odissea di Omero, anche se non si sa esattamente a quale terra si riferisca.

## Territorio
All'inizio del V libro della sua opera, Diodoro Siculo afferma che:
(Diodoro Siculo, Bibliotheca historica, V,2)